# Средна махала
Срѐдна махала̀ е село в Югоизточна България, община Руен, област Бургас.

## География
Село Средна махала е разположено в Източна Стара планина, на билото на Еминска планина в западната ѝ част, на около километър на изток-североизток от село Добра поляна и около 50 – 60 m по-ниско от него. Общински път води на запад от Средна махала през Добра поляна към село Руен и връзка с минаващия през него в направление запад – изток третокласен републикански път III-2085, а на изток от Средна махала – покрай село Топчийско и през селата Припек, Подгорец и Сини рид към връзка отново с републиканския път III-2085 западно от село Просеник. Надморската височина в центъра на селото при джамията е около 440 m. На около 0,5 km северозападно от Средна махала тече река Балабандере.
Населението на село Средна махала от 278 души към 1934 г. достига към 1992 г. максимума си – 391 души, а през следващите години намалява до 309 души (по текущата демографска статистика за населението) към 2018 г.
При преброяването на населението към 1 февруари 2011 г., от обща численост 327 лица, за 30 лица е посочена принадлежност към „българска“ етническа група, за 272 – към „турска“ и за останалите не е даден отговор.

## История
След края на Руско-турската война 1877 – 1878 г., по Берлинския договор селото остава на територията на Източна Румелия. От 1885 г. – след Съединението, то се намира в България с името Орта махле. Преименувано е на Средня махла през 1934 г. и на Средна махала през 1966 г.
Началното училище „Елин Пелин“ в село Средна махала е закрито, а документацията му се съхранява в основно училище „Св. св. Кирил и Методий“ в село Добра поляна.

## Население

### Етнически състав
Преброяване на населението през 2011 г.
Численост и дял на етническите групи според преброяването на населението през 2011 г.:
|                     | Численост |
| Общо                | 327       |
| Българи             | 30        |
| Турци               | 272       |
| Цигани              | -         |
| Други               | -         |
| Не се самоопределят | -         |
| Неотговорили        | 25        |

## Религии
В село Средна махала се изповядва ислям.

## Обществени институции
Село Средна махала към 2020 г. е център на кметство Средна махала.
В селото към 2020 г. има постоянно действаща джамия.

## Забележителности
На 100 – 150 m югозападно от Средна махала, при малко езеро (площ 300 – 400 квадратни метра) край пътя, на място с великолепен изглед към цялото село са построени беседка, чешма и детски кът.